# لودويغ كيرشنر
لودويغ كيرشنر (بالألمانية: Ludwig Kirschner)‏ هو ضابط ألماني، ولد في 12 يونيو 1904 في بايرويت في ألمانيا، وتوفي في 11 فبراير 1945 في Żywiec ‏ في بولندا.